# Cathy's Clown
«Cathy's Clown» es una canción escrita y grabada por The Everly Brothers. Este fue el primer sencillo lanzado por Warner Brothers., después de tres años de contrato con Cadence.
Cathy's Clown logró vender ocho millones de copias alrededor del mundo, logrando así permanecer cinco semanas en el n.º 1 del Billboard Hot 100 una semana en las lista de R&B.
A su vez, "Cathy's Clown" permaneció siete semanas en el número uno de las listas del Reino Unido en mayo y junio de 1960. La canción se convirtió en una de las más populares de The Everly Brothers y también fue su último sencillo en lograr entrar al número uno de las listas de popularidad. La canción ocupa el puesto número 149 en la lista de la revista Rolling Stone de las 500 mejores canciones de todos los tiempos.

## Versiones
- El dúo estadounidense de rock Jan and Dean realizó su versión para su álbum 'Filet of Soul de 1966[5] pero Liberty Records le impidió incluirla en la lista de canciones.
- En 1989, fue versionada por la artista estadounidense de música country Reba McEntire incluida en su álbum Sweet Sixteen. Esta versión encabezó las listas de música country de Estados Unidos y Canadá.[6]

## Posición en listas
| País           | Lista (1960)      | Posición más alta |
| -------------- | ----------------- | ----------------- |
| Estados Unidos | Billboard Hot 100 | 1                 |
| Estados Unidos | Hot R&B Singles   | 1                 |
| Reino Unido    | UK Singles Chart  | 1                 |